# Oecobius albipunctatus
Oecobius albipunctatus är en spindelart som beskrevs av O. Pickard-Cambridge 1872. Oecobius albipunctatus ingår i släktet Oecobius och familjen Oecobiidae.
Artens utbredningsområde är Syrien. Inga underarter finns listade i Catalogue of Life.